# アカスジキンカメムシ
アカスジキンカメムシ (Poecilocoris Lewisii) は、キンカメムシ科の昆虫の1つ。金属光沢のある緑色のとても美しいカメムシである。

## 特徴
全体に金属光沢のある金緑色のカメムシ。体格は楕円形で厚みがあり、キンカメムシ科の中でも丸みが際立っている。頭部は金緑色で中央に2条の黒い縦斑があり、複眼は暗褐色。触角は5節からなり、第2節が最も短くなっており、色は黒だが紫藍色の光沢がある。前胸背は金緑色で、その中央に弧を描く横帯班とその両端と中央正中線から後端に伸びる縦斑は淡褐色をしている。小楯板は大きくて腹部全体を覆っており、やはり金緑色で前端左右にT状の斑紋、中央に幅いっぱいのW状の斑紋、その後方に十字の斑紋、そして後端部が淡褐色である。体の下面、及び歩脚は淡黄色で黒い斑紋があり、その上で一様に美しい金緑色の金属光沢があるが、特に前胸の下面、腿節の背面、及び勁節は光沢が強い。なお、まれに黒色の個体が見られる。
幼虫は全く色彩が異なり、頭部と胸部全体、及び腹部の中央部が黒褐色で腹部の周辺部に幅広い白い環状の帯斑が入る。

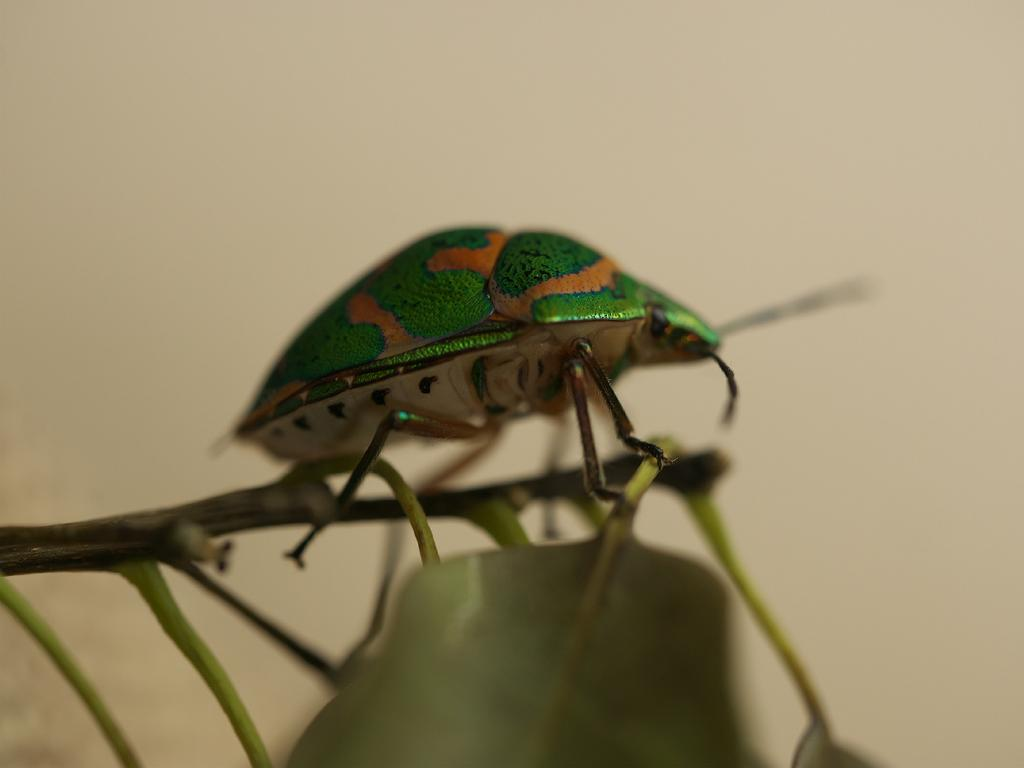
側面像 体には厚みがあって丸っこい。
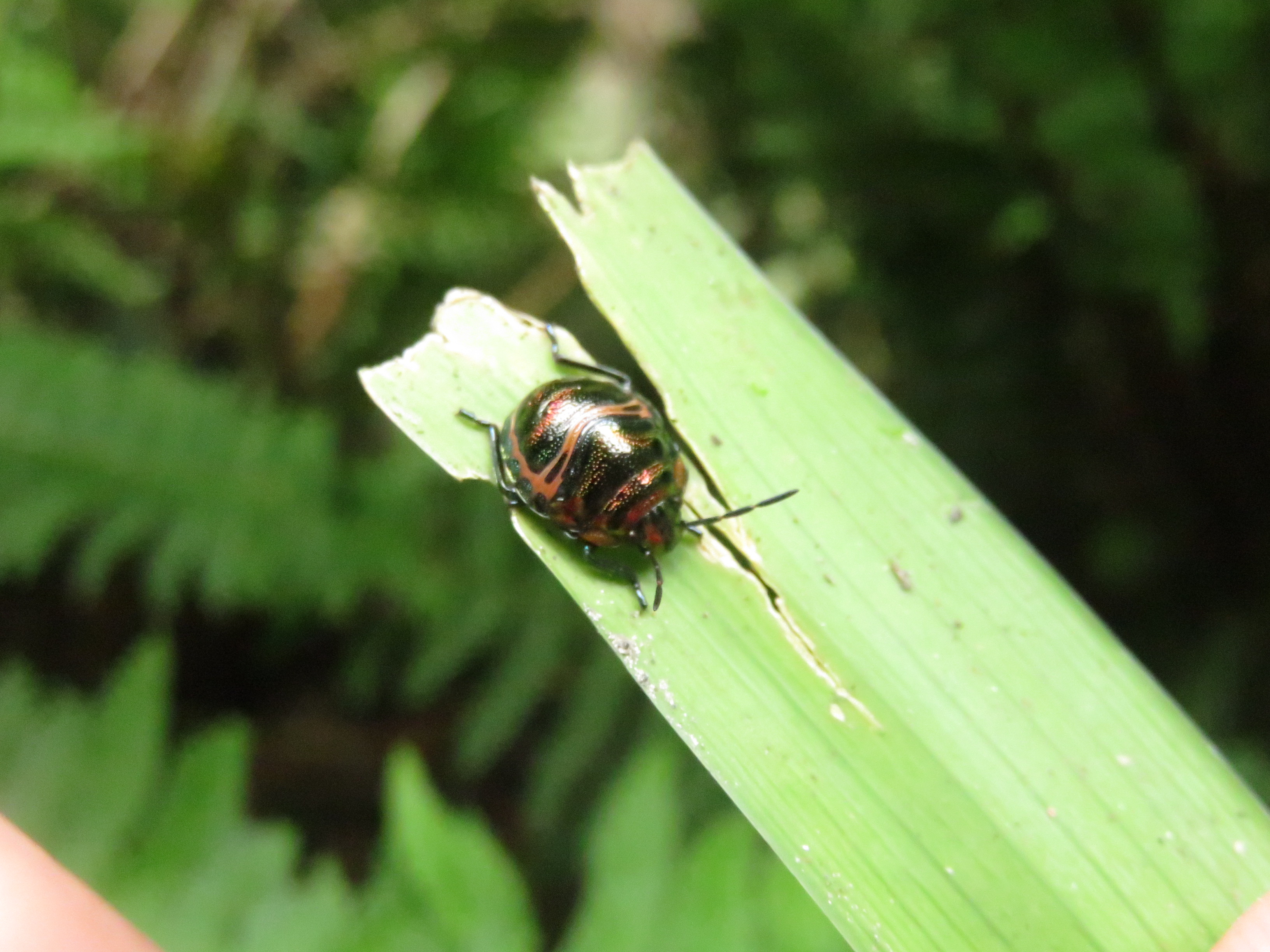
幼虫 この個体では腹部周囲の白帯が少し色づいている。

## 分布
日本では本州、四国、九州に知られ、国外では台湾、朝鮮半島、中国、極東ロシアに分布がある。山地の森林で見られる。キンカメムシ類は主に熱帯性のもので、日本ではほとんどの種が南西諸島か、より北に見られるものでも関東地方までしか見られないものであるが、本種は温帯性の種であり、関東地方でも丘陵地から山地にかけて見られる。

## 生態など
植食性でミズキ、フジ、キブシ、ヤシャブシ、ウルシ、クヌギ、エゴノキなどの落葉広葉樹についているが、スギ、ヒノキなどにも見られ、その球果から吸汁することも知られている。さらにシキミの実でも繁殖が可能で、飼育下ではラッカセイを餌にして累代飼育が可能であることも確認されている。
越冬は5齢幼虫(終齢)で行われ、樹皮の下や落葉の間で冬越しし、初夏には羽化した新成虫が姿を見せる。

## 分類など
アカスジキンカメムシ属のものとしては日本にはもう1種、以下のものがある。
- ニシキキンカメムシ D. splendidulus

本種に体格も斑紋もやや似ているが、地色が金黄緑色で斑紋は紫を帯びた赤褐色、それが黒で縁取られ、古くから日本産のカメムシの中でも特に美しいものとの定評があり、石井他編(1950)にも『本邦産カメムシ最美の種』と書かれている。斑紋で判別は容易で、ただし普通に見られる種ではない。もっとも宿主植物がツゲであり、栽培されることも多いことから人工的な環境でも唐突に発生することがあるという。

## 人間との関係
実用的な面での利害はほぼ無い。
ただ本種はとても美しいので人目を引くことが多い。同属のニシキキンカメムシは上記のように日本で1番美しいカメムシとの定評があるが、本種もそう負けてはおらず、その美しさから『歩く宝石』との評もあるとのこと。そのために昆虫の写真集などで取り上げられることが多い。日本の切手として本種が用いられたことがある。1986年に作られたもので、昆虫シリーズ第1集としてウスバキチョウとの2種連刷で作られたものである。
なお、本種を含むキンカメムシ類は生時は実に美しいのであるが、標本にするとひどく色あせる例が多い。本種の場合は色がくらむだけでなく、金属光沢もほぼ消えてしまう。これは体内の油脂によるもので、捕獲してすぐに殺すのでなく、餌を与えずに飼育して餓死させると油脂が少なくなるので比較的色彩が残りやすいという。